# Andelnans
Andelnans (Duits: Andelnach) is een gemeente in het Franse departement Territoire de Belfort (regio Bourgogne-Franche-Comté) en telt 1203 inwoners (1999). In het Elzassisch of het Duits heette de plaats vroeger Andelnach.
De gemeente maakt deel uit van het arrondissement Belfort en sinds 22 maart 2015 van het kanton Châtenois-les-Forges. Voor die dag viel de gemeente onder het op diezelfde dag opgeheven kanton Danjoutin.

## Geografie
De oppervlakte van Andelnans bedraagt 4,2 km², de bevolkingsdichtheid is 286,4 inwoners per km².
Het dorpscentrum ligt op de linkeroever van het riviertje de Savoureuse. De Rigole de Belfort loopt door de gemeente. Dit is een kanaal dat vanuit het Bassin de Champagney het Rhône-Rijnkanaal van water voorziet. Dit kanaal werd tussen 1939 en 1949 gegraven.
De onderstaande kaart toont de ligging van Andelnans met de belangrijkste infrastructuur en aangrenzende gemeenten.

## Demografie
Onderstaande figuur toont het verloop van het inwonertal (bron: INSEE-tellingen).